# Filmes de 1941 da RKO Pictures

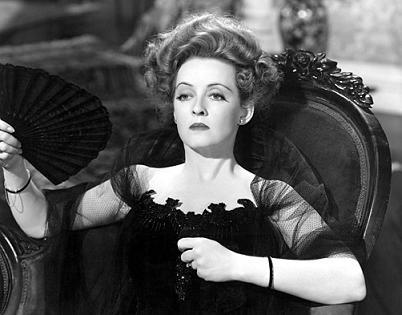
Bette Davis em fotografia promocional de The Little Foxes, primeiro e bem sucedido fruto da parceria entre a RKO e Samuel Goldwyn. O filme recebeu nove indicações ao Oscar.

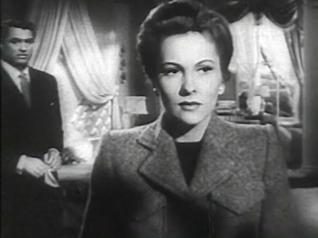
Joan Fontaine no trailer de Suspicion, de Alfred Hitchcock, sucesso de bilheteria que lhe deu seu único Oscar; ao fundo, Cary Grant.

1941 ficou marcado pelo lançamento de Citizen Kane. A semelhança entre seu principal personagem e William Randolph Hearst, o gigante do jornalismo, jogou a RKO na maior polêmica de sua história. Por outro lado, o fraco desempenho dos filmes de 1940 causou grande desconforto no estúdio, o que levou Harry Edington, a essa altura persona non grata na empresa, a passar a chefia de produção para Joseph Breen. A unidade de filmes B ficou com J. R. McDonough e a de filmes classe A, com Sol Lesser.
O presidente George J. Schaefer, em grande lance publicitário, associou-se a Samuel Goldwyn, respeitado produtor independente. No entanto, os termos do acordo eram tão favoráveis a Goldwyn, que era praticamente impossível lucrar com a distribuição dos filmes realizados por ele. Um golpe muito sentido foi a perda de exclusividade sobre Ginger Rogers, que, com o fim de seu contrato, preferiu tornar-se freelancer. Outra baixa foi o diretor Garson Kanin, convocado para o serviço militar. Por sua vez, o produtor alemão Eric Pommer, chamado por Schaeffer no ano anterior, foi despedido de forma cruel, depois de ser vítima de um infarto.
Enquanto uns partiam, outros chegavam. Entre estes, Jed Harris, produtor da Broadway, Gabriel Pascal, produtor e diretor húngaro, detentor dos direitos sobre as peças de George Bernard Shaw, Pare Lorentz, diretor de documentários, e William Dieterle, apreciado diretor vindo da Warner Bros.. As atrizes estrangeiras Michèle Morgan e Signe Hasso também assinaram com a companhia -- e Schaefer logo arrependeu-se de tê-las chamado.
A RKO lançou 46 filmes em 1941, treze deles produções independentes. Os que deram mais lucros foram Suspicion, Look Who's Laughing, Parachute Battalion, The Devil and Miss Jones, The Gay Falcon e Tom, Dick and Harry. Citizen Kane recebeu nove indicações ao Oscar, mas a furiosa reação de Hearst impediu-o de vencer em outras categorias que não a de Melhor Roteiro Original. Suspicion deu a estatueta de Melhor Atriz a Joan Fontaine, a segunda que o estúdio recebia consecutivamente. Outros indicados e/ou premiados foram The Little Foxes, All That Money Can Buy, The Devil and Miss Jones, Ball of Fire, Tom, Dick and Harry, Dumbo e Lend a Paw, esses dois últimos animações dos Estúdios Disney.
A empresa teve um lucro de 538.692 dólares no ano, embora muitas pessoas de dentro considerassem esses números "contabilidade criativa".

## Prêmios Oscar
14.ª cerimônia, com os filmes exibidos em Los Angeles no ano de 1941
| Filme                    | Indicações | Premiações                           |
| ------------------------ | --- | ------------------------------------ |
| All That Money Can Buy   | Melhor Ator (Walter Huston) Melhor Trilha Sonora | Melhor Trilha Sonora                 |
| Ball of Fire             | Melhor Atriz (Barbara Stanwick) Melhor História Original Melhor Trilha Sonora Melhor Mixagem de Som | ---                                  |
| Citizen Kane             | Melhor Filme Melhor Diretor Melhor Ator (Orson Welles) Melhor Roteiro Original Melhor Fotografia (Preto e Branco) Melhor Direção de Arte (Preto e Branco) Melhor Edição Melhor Trilha Sonora Melhor Mixagem de Som             | Melhor Roteiro Original              |
| The Devil and Miss Jones | Melhor Ator Coadjuvante (Charles Coburn) Melhor Roteiro Original | ---                                  |
| Dumbo                    | Melhor Trilha Sonora (filme musical) Melhor Canção Original | Melhor Trilha Sonora (filme musical) |
| Lend a Paw               | Melhor Curta de Animação | Melhor Curta de Animação             |
| The Little Foxes         | Melhor Filme Melhor Diretor Melhor Atriz (Bette Davis) Melhor Atriz Coadjuvante (Patricia Collinge) Melhor Atriz Coadjuvante (Teresa Wright) Melhor Roteiro Adaptado Melhor Direção de Arte Melhor Edição Melhor Trilha Sonora | ---                                  |
| Suspicion                | Melhor Filme Melhor Atriz (Joan Fontaine) Melhor Trilha Sonora | Melhor Atriz                         |
| Tom, Dick and Harry      | Melhor Roteiro Original | ---                                  |

## Outras premiações[1]
- Citizen Kane foi escolhido o Melhor Filme do Ano pelo National Board of Review, pelo Film Daily e pelo The New York Film Critics, que também considerou Orson Welles o Melhor Diretor e o Melhor Ator.

## Os filmes do ano
| Título original               | Título PT/BR              | Título PT/PT                 | Astros                            | Diretor                      |
| ----------------------------- | ------------------------- | ---------------------------- | --------------------------------- | ---------------------------- |
| All That Money Can Buy        | O Homem Que Vendeu a Alma | O Homem Que Vendeu a Alma    | Edward Arnold, Walter Huston      | William Dieterle             |
| Along the Rio Grande          | Vingança da Fronteira     |                              | Tim Holt, Ray Whitley             | Edward Killy                 |
| Ball of Fire                  | Bola de Fogo              | Bola de Fogo                 | Gary Cooper, Barbara Stanwick     | Howard Hawks                 |
| The Bandit Trail              | A Senda dos Renegados     |                              | Tim Holt, Ray Whitley             | Edward Killy                 |
| Citizen Kane                  | Cidadão Kane              | O Mundo a Seus Pés           | Orson Welles, Joseph Cotten       | Orson Welles                 |
| Convoy                        |                           | O Leão dos Mares             | Clive Brook, John Clements        | Pen Tennyson                 |
| Cyclone on Horseback          | Ciclone a Cavalo          |                              | Tim Holt, Marjorie Reynolds       | Edward Killy                 |
| The Devil and Miss Jones      | O Diabo É a Mulher        | O Diabo e a Menina           | Jean Arthur, Robert Cummings      | Sam Wood                     |
| Dude Cowboy                   | Mina de Dinheiro          |                              | Tim Holt, Marjorie Reynolds       | David Howard                 |
| Dumbo                         | Dumbo                     | Dumbo                        | Animação                          | Ben Sharpsteen               |
| Father Takes a Wife           |                           | O Meu Pai É Um Caso Sério    | Adolphe Menjou, Gloria Swanson    | Jack Hively                  |
| Footlight Fever               |                           |                              | Alan Mowbray, Donald MacBride     | Irving Reis                  |
| The Gay Falcon                | O Falcão Alegre           |                              | George Sanders, Wendy Barrie      | Irving Reis                  |
| A Girl, A Guy and a Gob       | Ele, Ela e Eu             | Gente Alegre                 | George Murphy, Lucille Ball       | Richard Wallace              |
| Hurry, Charlie, Hurry         |                           | Precisa-se de Um Presidente  | Leon Errol, Mildred Coles         | Charles E. Roberts           |
| It Happened to One Man        |                           |                              | Wilfrid Lawson, Nora Swinburne    | Paul L.Stein                 |
| Jungle Cavalcade              |                           | Cavalgada na Selva           | Documentário                      | William C. Ament             |
| Lady Scarface                 |                           |                              | Dennis O'Keefe, Judith Anderson   | Frank Woodruff               |
| Let's Make Music              |                           |                              | Bob Crosby, Jean Rogers           | Leslie Goodwins              |
| The Little Foxes              | Pérfida                   | Raposa Matreira              | Bette Davis, Herbert Marshall     | William Wyler                |
| Little Men                    | Homenzinhos               | Juventude em Perigo          | Kay Francis, Jack Oakie           | Norman Z. McLeod             |
| Look Who's Laughing           | Quem Se Ri Por Último     | O Mundo Que Ri               | Edgar Bergen, Charlie McCarthy    | Allan Dwan                   |
| Melody for Three              | Melodia Para Três         | Melodia Para Três            | Jean Hersholt, Fay Wray           | Erle C. Kenton               |
| The Mexican Spitfire's Baby   | O Bebê de Carmelita       | Tudo Isto e o Inferno Também | Lupe Velez, Leon Errol            | Leslie Goodwins              |
| Mr. and Mrs. Smith            | Um Casal do Barulho       | O Sr. e a Sra. Smith         | Carole Lombard, Robert Montgomery | Alfred Hitchcock             |
| My Life with Caroline         | Minha Vida com Carolina   | Carolina, A Doida            | Ronald Colman, Anna Lee           | Lewis Milestone              |
| Parachute Battalion           |                           | Batalhão de Pára-Quedistas   | Robert Preston, Nancy Kelly       | Leslie Goodwins              |
| Play Girl                     |                           |                              | Kay Francis, James Ellison        | Frank Woodruff               |
| Playmates                     |                           |                              | Kay Kyser, John Barrymore         | David Butler                 |
| The Reluctant Dragon          | O Dragão Relutante        | Parada de Maravilhas         | Robert Benchley, Frances Gifford  | Alfred L. Werker             |
| Repent at Leisure             |                           |                              | Kent Taylor, Wendy Barrie         | Frank Woodruff               |
| Robbers of the Range          | Ladrões de Terras         |                              | Tim Holt, Virginia Vale           | Edward Killy                 |
| The Saint in Palm Springs     | O Santo no Balneário      |                              | George Sanders, Wendy Barrie      | Jack Hively                  |
| Scattergood Baines            | O Velho Conselheiro       |                              | Guy Kibbee, Carol Hughes          | Christy Cabanne              |
| Scattergood Meets Broadway    | O Rústico e a Tentadora   |                              | Guy Kibbee, Mildred Coles         | Christy Cabanne              |
| Scattergood Pulls the Strings | Sábio do Rio Frio         |                              | Guy Kibbee, Bobs Watson           | Christy Cabanne              |
| Six-Gun Gold                  | Ladrões de Ouro           |                              | Tim Holt, Ray Whitley             | David Howard                 |
| The Story of the Vatican      |                           |                              | Documentário                      | ---                          |
| Sunny                         | Sunny                     | Sunny, A Rainha do Circo     | Anna Neagle, Ray Bolger           | Herbert Wilcox               |
| Suspicion                     | Suspeita                  | Suspeita                     | Cary Grant, Joan Fontaine         | Alfred Hitchcock             |
| They Meet Again               |                           |                              | Jean Hersholt, Dorothy Lovett     | Erle C. Kenton               |
| They Met in Argentina         | Aconteceu na Argentina    | Noites de Buenos Aires       | Maureen O'Hara, James Ellison     | Leslie Goodwins, Jack Hively |
| Tom, Dick and Harry           | Seus Três Amores          | Os Amores de Joaninha        | Ginger Rogers, George Murphy      | Garson Kanin                 |
| Unexpected Uncle              | Tio Inesperado            | O Tio Inesperado             | Anne Shirley, James Craig         | Peter Godfrey                |
| Weekend for Three             | Hóspede do Pagode         | Férias Ensarilhadas          | Dennis O'Keefe, Jane Wyatt        | Irving Reis                  |